# Comuna Agdenes
Agdenes a fost o comună din Norvegia. Pănă în anul 2018 a făcut parte din provincia Sør-Trøndelag, iar mai apoi, ca urmare a unor reforme administrative, nou înființatei provinciii Trøndelag. Reședința comunei a fost localitatea Selbekken.
În anul 2020 comuna Agdenes se contopește cu municipalitățile Meldal, Orkdal și părți din Snillfjord pentru a înființa comuna Orkland.